# فروگاه اومک
فرودگاه اومک (به انگلیسی: Omak Airport) یک فرودگاه همگانی با کد یاتا OMK است که یک باند فرود آسفالت دارد و طول باند آن ۱۴۲۳ متر است. این فرودگاه در شهر اومک، واشینگتن کشور ایالات متحده آمریکا قرار دارد و در ارتفاع ۳۹۷ متری از سطح دریا واقع شده است.